# TN 70
A  TN 70 foi uma ogiva nuclear da França, destinada a ser usada em mísseis estratégicos, carregados nos submarinos de Classe Redoutable.
Elas possuíam um rendimento de 150 quilotons de TNT, uma espécie de padrão francês, já que muitas de suas armas nucleares têm esse rendimento.
Entrou em serviço em 1985 nos mísseis M4 SLBM, elas foram substituídas em 1987 pela TN 71.
Existiram 96 ogivas operacionais durante a sua curta vida em  serviço, quando substituídas em 1987, passaram para a reserva, e em 1997 todas foram completamente retiradas de serviço, devido ao fim da Guerra Fria.

## Referencias
- Norris, Robert, Burrows, Andrew, Fieldhouse, Richard "Nuclear Weapons Databook, Volume V, British, French and Chinese Nuclear Weapons, San Francisco, Westview Press, 1994, ISBN 0-8133-1612-X